# Jereem Richards
Jereem Richards (né le 13 janvier 1994) est un athlète trinidadien, spécialiste du 200 m et du 400 m.

## Biographie
Âgé de 18 ans seulement, il remporte la médaille de bronze du relais 4 × 400 mètres lors des championnats du monde en salle 2012, à Istanbul, aux côtés de ses compatriotes Lalonde Gordon, Renny Quow et Jarrin Solomon. L'équipe de Trinité-et-Tobago, qui établit un nouveau record national en 3 min 06 s 85, s'incline face au Royaume-Uni et aux États-Unis.
Le 27 mai 2017, à Lexington dans le Kentucky, il descend pour la première fois de sa carrière sous les 20 secondes sur 200 m en établissant le temps de 19 s 97 (+ 0,2 m/s).
En août, il participe aux championnats du monde de Londres sur 200 m. Inconnu du grand public, il fait sensation lors des séries et des demi-finales, où il établit les meilleurs chronos (20 s 05 et 20 s 14). En finale, il termine 3e en 20 s 11 et décroche la médaille de bronze, battu d'un millième pour la médaille d'argent par le Sud-Africain Wayde van Niekerk. Le Turc Ramil Guliyev décroche le titre en 20 s 09. Également aligné au sein du relais 4 x 400 m, Richards et ses coéquipiers remportent le titre mondial en 2 min 58 s 12, devant les États-Unis.
Le 10 février 2018, Jereem Richards devient le septième meilleur performeur de tous les temps en salle sur 300 m, grâce à une course réalisée en 32 s 10. Le 13 avril, il remporte la médaille d'or sur 200 m aux Jeux du Commonwealth de Gold Coast, en 20 s 12.

### Champion du monde en salle (2022)
Le 19 mars 2022, Jereem Richards remporte la médaille d'or du 400 m à l'occasion des championnats du monde en salle de Belgrade. Il s'impose dans le temps de 45 s 00, établissant un nouveau record des championnats et un nouveau record national.
Aux Jeux olympiques de Paris il termine 4e du 400 m en 43 s 78, battant par la même occasion le record national qui était détenu depuis les Jeux olympiques de Rio par Machel Cedenio.

## Palmarès
| Date | Compétition                                      | Lieu             | Résultat | Épreuve   | Temps         |
| ---- | ------------------------------------------------ | ---------------- | -------- | --------- | ------------- |
| 2011 | Championnats panaméricains juniors               | Miramar          | 2e       | 4 × 400 m |               |
| 2012 | Championnats du monde en salle                   | Istanbul         | 3e       | 4 × 400 m | 3 min 06 s 85 |
| 2012 | Championnats du monde juniors                    | Barcelone        | 3e       | 4 × 400 m |               |
| 2013 | Championnats d'Amérique centrale et des Caraïbes | Morelia          | 3e       | 4 × 100 m | 39 s 26       |
| 2017 | Relais mondiaux de l'IAAF                        | Nassau           | 4e       | 4 x 400 m |               |
| 2017 | Championnats du monde                            | Londres          | 3e       | 200 m     | 20 s 11       |
| 2017 | Championnats du monde                            | Londres          | 1er      | 4 x 400 m | 2 min 58 s 12 |
| 2018 | Championnats du monde en salle                   | Birmingham       | 4e       | 4 x 400 m | 3 min 02 s 52 |
| 2018 | Jeux du Commonwealth                             | Gold Coast       | 1er      | 200 m     | 20 s 12       |
| 2018 | Jeux du Commonwealth                             | Gold Coast       | 4e       | 4 x 400 m | 3 min 02 s 85 |
| 2018 | Ligue de diamant                                 | Ligue de diamant | 3e       | 200 m     | 20 s 04       |
| 2019 | Relais mondiaux de l'IAAF                        | Yokohama         | 1er      | 4 x 400 m | 3 min 00 s 81 |
| 2019 | Jeux panaméricains                               | Lima             | 2e       | 200 m     | 20 s 38       |
| 2019 | Jeux panaméricains                               | Lima             | 3e       | 4 x 400 m | 3 min 2 s 25  |
| 2019 | Ligue de diamant                                 | Ligue de diamant | 7e       | 200 m     | 20 s 53       |
| 2021 | Jeux olympiques                                  | Tokyo            | 8e       | 200 m     | 20 s 39       |
| 2022 | Championnats du monde en salle                   | Belgrade         | 1er      | 400 m     | 45 s 00       |
| 2022 | Championnats du monde                            | Eugene           | 6e       | 200 m     | 20 s 08       |
| 2022 | Jeux du Commonwealth                             | Birmingham       | 1er      | 200 m     | 19 s 80       |
| 2022 | Jeux du Commonwealth                             | Birmingham       | 1er      | 4 x 400 m | 3 min 1 s 29  |
| 2023 | Jeux d'Amérique centrale et des Caraïbes         | San Salvador     | 1er      | 400 m     | 44 s 54       |
| 2023 | Jeux d'Amérique centrale et des Caraïbes         | San Salvador     | 1er      | 4 x 400 m | 3 min 01 s 99 |
| 2024 | Jeux olympiques                                  | Paris            | 4e       | 400 m     | 43 s 78       |

## Records
| Épreuve | Épreuve      | Temps        | Lieu            | Date            |
| ------- | ------------ | ------------ | --------------- | --------------- |
| 200 m   | Plein air    | 19 s 80      | Birmingham      | 6 août 2022     |
| 200 m   | Piste courte | 20 s 31 (NR) | College Station | 11 mars 2017    |
| 300 m   | En salle     | 32 s 10      | Boston          | 10 février 2018 |
| 400 m   | Plein air    | 43 s 78 (NR) | Saint-Denis     | 8 août 2024     |
| 400 m   | Piste courte | 45 s 00 (NR) | Belgrade        | 19 mars 2022    |